# Lauroppia translamellata
Lauroppia translamellata är en spindeldjursart som först beskrevs av Rainer Willmann 1923.  Lauroppia translamellata ingår i släktet Lauroppia, och familjen Oppiidae. Arten är reproducerande i Sverige.